# Сарепта-на-Волге
Сарепта-на-Волге — бывшая немецкая колония, ныне входящая в состав Волгограда.

## Основание
В связи с колонизацией Нижнего Поволжья переселенцами из Германии царским манифестом от 22 июля 1763 г. земли от Саратова вверх и вниз по Волге были объявлены свободными и удобными к заселению. В период с 1763 по 1766 г. в Поволжье прибыло и расселилось 6342 семейства немцев-колонистов. В 1765 г. на правобережье ниже Царицына, на плато Ергенинских высот, образовалась небольшая колония Сарепта.
Название было выбрано из-за созвучия библейского топонима (см. Сарептская вдова) и названия местной речушки Сарпа..
Сюда прибыло из Верхней Лужицы (Саксония) 50 гернгутеров обоего пола, поселённых в этом районе на особых условиях.
Родоначальниками этой общины были табориты, последователи Яна Гуса, которых изгнали из Чехии (Богемии) и Моравии, а в 1456 году в Польше они образовали евангелическое братство («Богемские братья»). За период Тридцатилетней войны в Европе их почти полностью истребили. В начале XVIII века идея «Богемских братьев» получила развитие в Германии, где им оказывал покровительство Николаус Людвиг Цинцендорф. В 1722 году он купил имение Бертельсдорф и землю. Именно на этой земле стали собираться не только Богемские братья, но и люди из других сект, подвергаемых преследованиям. Новое поселение назвали — Гернгут (Хернхут), а соответственно общину — гернгутской братской общиной.
Главная цель общины изначально было миссионерство среди язычников, где не было миссий других исповеданий.
Сарептским колонистам было отведено 5870 десятин лучшей земли, выдана денежная ссуда в 48 748 рублей с долголетней рассрочкой и разрешено собственное управление.
Натуралист Самуил Георг Гмелин, посетив Сарепту в 1771 году, назвал её «истинным украшением как Царицынского уезда, так и всей Астраханской губернии» и отметил, что колонистам «мало помогают соседи»:

Царицынские жители вообще беспорядочны, беспокойны, немиролюбивы и неприятельские мысли имеющие, обижают они сарпинских жителей, когда и где могут. При закупке привозимых на российских судах товаров они им всегда препятствуют. За участие, кое сарпинские жители вместе в ними в Сарпинском острове имеют, затевают непримиримые ссоры, и рыбная ловля в реке Сарпе, которую они у сарпинцев отнять хотели, всему сему ясным доказательством быть может.

К 1774 г. число колонистов Сарепты достигло 196 человек. Сарепта представляла собой не просто населённый пункт, а была городком-крепостью. Она с трёх сторон прикрывалась глубоким рвом, валом с рогатками, её гарнизон располагал шестью батареями. Из Царицына ей было выделено 12 пушек и 20 солдат. Гарнизон жил в казарме и сменялся из Царицына.

## Льготы переселенцам
Колонисты на 30 лет освобождались от всяких податей и повинностей, кроме акцизных пошлин, от рекрутского набора, за ними сохранялось право свободного выезда за границу, с отдачей пятой части всего нажитого в казну в случае выезда навсегда. Также были гарантированы: свободное отправление веры; земли лучшего качества; собственное управление колонией и судопроизводство; свобода торговли и заведения фабрик и заводов; свобода винокурения; невозбранное пользование рыбными и звериными ловлями.

## Большой пожар
Пожар 1823 г. истребил почти всю деревянную Сарепту: 37 жилых и фабричных домов, церковь, около 100 надворных и хозяйственных построек, 350 человек лишились работы и жилища, все ремесленные и промышленные производства прекратились. Убытки составили 600 тыс. руб. Вскоре после пожара на скорую руку восстановили до двадцати жилых помещений и аптеку, а также пустили в ход столярную мастерскую и кирпичный завод, крайне необходимые для проведения строительства посёлка.

## Промышленность
Колонисты проявили большую предприимчивость в хозяйственных делах. В описании Саратовского края за 1782 г. о Сарепте говорится, что в ней находятся всякие мастерства, а особенно фабрики бумажных полушёлковых платков, кожевенный завод, пильная и крупичатая мельницы и лавки со всякими товарами.
По данным за 1804 год в Сарепте уже имелось 25 ткацких и вязальных станков, а по ведомости за 1814 год значилось 5 общественных и 3 частных бумажных мануфактуры, включая и трикотажное производство с 58 станками и 66 наёмными рабочими. Они выпустили в 1814 г. 28 269 штук полушёлковых платков и 16 344 аршина сарпинки. Новую бумажную ткань — сарпинку, пользующуюся большим спросом, Сарепта стала выпускать с 1810 года.
Предприимчивые колонисты организовали в Сарепте ручное производство шёлковых головных платков, которые находили широкий сбыт. Успешное развитие мануфактур в Сарепте обязано в первую очередь применению на них вольнонаёмного труда, и конечно благодаря тем льготам, которыми пользовались колонисты, освобождённые от многих пошлин и налогов.
Сарепта стала первой разводить отечественную горчицу. В 1798—1799 гг. Вольное экономическое общество России прислало в Сарепту семена для пробного посева. В 1801 г. в Сарепте был устроен Контрадом Нейтцем ручной маслобойный аппарат, и впервые образцы полученного масла и порошка отправлены в Петербург. Отзывы о первой горчичной продукции пришли похвальные. Вначале семена горчицы выдавались крестьянам бесплатно, с обязательством возвратить их из урожая, а полученный урожай у крестьян закупался. Горчица не сразу стала продовольственной культурой, вначале она употреблялась как лекарство против болезней.
В 1807 г. был построен Сарептинский горчично-маслобойный завод, немного позже — ещё один. Это были первые заводы в России по переработке горчицы.
Помимо горчичных в Сарепте действовали пивоваренный, свечной и мыловаренный заводы, пекарня с пряничным и кондитерским производством, паровая химическая лаборатория по производству водки, эфирно-горчичного масла и других продуктов, кожевенный, горшечный и кирпичный заводы, слесарные, кузнечные, ткацкие, чулочные и другие мастерские.
Большой популярностью пользовался «сарептинский бальзам». Известность он получил с 1830 г., когда повсюду свирепствовала холера, уносившая тысячи жизней, а в Сарепте не было ни одного заболевания.
Широкую известность имела и Сарептинская табачная фабрика. Сырьё она получала со своей табачной плантации и из США. Это была единственная табачная фабрика, на которой приготовлялся табак от низших до высших сортов. Фабрика действовала до 1870 г.
Кроме того, жители Сарепты занимались набивкой чучел из птиц, поставляли их во многие страны. Большим спросом пользовались «сарептинские пряники», приготовляемые на нардеке.
Сарептская община имела свои торговые представительства в Москве и Санкт-Петербурге. К примеру с 1793 года торговым агентом в Санкт-Петербурге был Иоахим Виганд, который до этого представлял интересы Сарепты в Москве, а с 1800 года был сопредседателем сарептской общины.

## Сельское хозяйство
В 1843 году в Сарепте состоялась первая в Нижнем Поволжье посадка картофеля. Местные жители называли картофель «чёртово яблоко», считали грехом его разведение и употребление, вплоть до картофельного бунта. Те, кто шёл против предрассудков, назывались «водитель картофеля». Первым «водителем картофеля» Царицына был владелец горчичного завода А. И. Кноблох; в 1842 году он получил задание от Астраханского губернатора Тимирязева на разведение картофеля. После уговоров один из крестьян согласился взять меру картофеля в подарок, посеял, и остался доволен: «картошка уродилась добрая и ребятишкам понравилась, они её в золе жарили и ели». Следующие партии клубней на разведение Кноблох давал тоже бесплатно, но с условием возврата такого же количества картофеля осенью. Так с каждым годом картофель завоевал столы Царицына и стал вторым хлебом.

## Дом Сарептского общества в Петербурге
Для приезжавших в столицу из этой колонии по делам гернгутерам Императрица подарила угловой трёхэтажный особняк, получивший название «Дом Сарептского общества».
Дом был в 1766 году выкуплен Екатериной II у надворного советника, бывшего военного хирурга Кёлера, и подарен Сарептскому обществу. В 1854 году перед домом был рынок Сарептского общества.
Благодаря успешной торговле Сарептское общество смогло перестроить и увеличить свой дом в Петербурге. При Екатерине этот небольшой трёхэтажный дом стоял на продолжении Малой Морской улицы, на берегу Мастерского канала (продолжение Адмиралтейского канала), впоследствии засыпанного. В 1841—1842 году рядом был выстроен новый дом трёхэтажный флигель, выходящий на Конногвардейский переулок, на фасаде которого была укреплена чёрная доска «Дом Сарептского общества».
В 1892 году дом был продан Евангелическому союзу религиозного и нравственного назидания о протестантах. После революции богослужения на некоторое время восстановилось, но затем прекратилось. В доме были устроены коммунальные квартиры. Сейчас в нём находится офисный особняк «Ново-Исаакіевскій».

## Достопримечательности
В конце XVIII в. всероссийскую известность имели сарептские целительные воды, главный источник которых назывался Екатерининским. Источник был открыт в 1769 году сарептским врачом Иоганном Виром. С 1775 источник стал посещаться больными и быстро завоевал всеобщую популярность, стал модным курортом.
Об известности сарептских вод свидетельствует и то, что они посещались даже видной знатью, для которой общедоступны были любые курорты Европы. Например, сарептские воды посещал граф К. Г. Разумовский, который жил в специально построенном здании.
С 1801 г. с открытием минеральных вод на Кавказе сарептский источник перестал посещаться, и курорт заглох. Но на развитие самой колонии Сарепта это не отразилось, она жила своей обособленной жизнью. В Сарепте, раньше чем где-либо в Саратовской губернии, открылись школы. В 1772—1775 гг. в Сарепте открылось два училища, для мальчиков и девочек.

## Население
Сарепта была одним из самых прогрессивных и комфортных населённых пунктов Саратовской и Астраханской губерний. В 1862 Сарепта имела 85 домов, чистые мощёные улицы, дощатые тротуары. Дома были только каменные (2 августа 1823 года Сарепта начисто выгорела. Это послужило запретом на деревянные дома внутри крепостного вала).
Население колонии росло очень медленно. Сарепта вплоть до 1890-х годов почти не имела естественного прироста населения: в ней рождаемость в среднем равнялась смертности или едва превышала её. Поэтому её население многие годы оставалось на уровне 300—500 человек. Только к началу 20-го века оно превысило 1000 человек. Так, в 1901 г. немецкое население колонии составляло 1338 человек, а вместе с русскими — 2072.
Динамика численности населения по годам:
| 1765 | 1774 | 1784 | 1794 | 1802 | 1812 | 1822 | 1833 | 1843 | 1854 | 1865 | 1874 | 1882 | 1889 | 1897 | 1911 | 1926 |
| ---- | ---- | ---- | ---- | ---- | ---- | ---- | ---- | ---- | ---- | ---- | ---- | ---- | ---- | ---- | ---- | ---- |
| 167  | 190  | 333  | 468  | 507  | 535  | 458  | 395  | 384  | 437  | 470  | 478  | 510  | 1543 | 1779 | 4877 | 4606 |

В XIX веке в Сарепте браки заключались по жребию. Годовое количество браков регламентировалось. Молодёжных сходок, гуляний, вечеринок в образованной колонии не было. Сергей Цунаев пишет:

"В течение первых 65 лет существования колонии не было в Сарепте ни одного самоубийства, ни одного незаконнорождённого, — восхищался в «Статистическом описании Саратовской губернии губернский чиновник Леопольдов. — Это даёт самое выгодное заключение о нравственности сарептян.»

## Инфраструктура
Через Сарепту проходило два обозных тракта: на Астрахань и Ставрополь. Поэтому в Сарепте до проведения железной дороги круглый год останавливались огромные обозы с рыбой, лесом, пшеницей. Но обозников обслуживало главным образом русское население.
С 1877 г. Сарепта стала административным центром волости, и некоторые льготы колонистов были отменены. Но главные льготы сохранялись: русским, например, не разрешалось строить дома в самой колонии; иметь в ней торговлю и промыслы; в руках колонистов оставалось 18 тыс. десятин земли, от сдачи земли в аренду, а также от сдачи капитала в рост колонисты ежегодно извлекали доход более 600 рублей на одну семью.
Значительное экономическое развитие Сарепта получила благодаря проведению железной дороги Царицын — Тихорецкая и станции Сарепта. Подключённая к мощному Царицынскому узлу, Сарепта превращается в базу перевалки грузов с Волги на железную дорогу. В 1901 г. сооружается на Волге Сарептский порт — один из крупнейших в Поволжье.

## Роспуск общины гернгутеров
Причин экономического упадка и социально-политического распада общины немало. Одними из них являются: неудачи братьев-гернгутеров в миссионерской деятельности среди калмыков, многие природные и случайные невзгоды, моральное старение технического оснащения сарептских фабрик и ремёсел, дороговизна в связи с этим сарептских товаров и законы конкуренции. Эти и другие факторы явились поводом для принятия гернгутской дирекцией в 1892 г. решения о прекращении деятельности Сарептской общины и об отзыве братьев-гернгутеров из Сарепты.

## Лютеране Сарепты
В 1894 создана лютеранская община. К началу XX века среди колонистов в основном остались лютеране, пасторы назначались лютеранские, и службы в кирхе велись по лютеранским канонам.
В ходе атеистической кампании 30-х годов последний пастор арестован в 1936 г., а в 1939 г. закрыли кирху.
В 1991 году воссоздана лютеранская община, возобновлены богослужения. Сарептская община заключила договор о передаче кирхи и дома пастора общине и поставке в Сарепту органа. В 1995-м начались реставрационные работы, и в 1996 вновь освящена кирха, открыты Центр встреч и Немецкая библиотека.

## Современное состояние
Накануне первой мировой войны Сарепта насчитывала свыше 6 тыс. человек. Она превратилась в один из крупных рабочих пригородов Царицына. В 1920 году Сарепта переименована в посёлок Красноармейск, который в 1931 году был присоединён к Сталинграду и до 1944 года был в составе Кировского района. С 1944 года Сарепта находится в составе Красноармейского района Волгограда.
Сохранились самые старые в городе каменные строения — дома немецкой колонии гернгутеров в Старой Сарепте. Сохранившиеся одно- и двухэтажные дома выстроились вокруг небольшой площади. Среди зданий — кирха, освящённая в 1772 году (старейшее здание Волгограда), ныне принадлежащая лютеранской общине, винокурня, «дом незамужних женщин», «дом холостых мужчин». В одном из зданий расположен Государственный историко-этнографический и архитектурный музей-заповедник «Старая Сарепта», ещё одно здание занимает библиотека. Несколько зданий (включая кирху и библиотеку) отреставрированы, остальные находятся в плачевном состоянии (несмотря на наличие табличек «Охраняется государством»).
В кирхе проводятся концерты, в том числе органной музыки.
- План Сарепты 1806 года
- Зал современной Сарептской кирхи

## Известные жители
- Гуго Теодор Христоф (Hugo Theodor Christoph, в России Гуго Фёдорович Христоф, 1831—1894) — немецкий и русский энтомолог. Член Русского энтомологического общества с 1861 года.
- Генрих Август Цвик (1796—1855) — лютеранский пастор, археолог, этнограф и миссионер.
- Иосиф Христианович Гамель (1788—1862) — российский учёный, химик-технолог. Доктор медицины (1813), ординарный академик Петербургской академии наук (1829; член-корреспондент с 1813), действительный статский советник.